# Lac de Scharmützel
Le lac de Scharmützel (en allemand : Scharmützelsee) se trouve dans le Brandebourg entre Francfort-sur-l'Oder et Berlin, au sud de Fürstenwalde. C'est le deuxième plus grand lac de la région. Il est connecté au réseau navigable allemand (bassin de la Dahme).

## Description
Ce lac est un vestige glaciaire né de l'évolution d'une vallée tunnel au cours du stade de Brandebourg du Vistulien. Avec le lac de Schwieloch, c'est l'un des deux plus vastes lacs naturels des quelque 200 lacs que compte le Brandebourg, formés lors de la dernière glaciation dans le bassin hydrographique de la Spree et de la Dahme, au sud-est de Berlin. Lors d'une de ses promenades dans les villages de Saarow et de Pieskow en 1881, l’écrivain Theodor Fontane parlait du « lac de la Marche [de Brandebourg] » (Märkisches Meer), appellation encore usuelle dans les guides de tourisme.
Le lac se trouve entièrement sur le territoire de la commune de Bad Saarow. Les communes voisines : Reichenwalde, Wendisch Rietz et Diensdorf-Radlow, sont équipées d'infrastructures de plaisance destinées aux loisirs aquatiques (baignade, voile, plongée) et à la promenade (cyclotourisme, randonnée, golf, tennis et même roller) : Bad Saarow et Wendisch Rietz sont membres du réseau régional des véloroutes.
Le lac de Scharmützel est connecté  par le ruisseau canalisé de Wendisch Rietzer Fließ, long de 2 km, au bassin fluvial de la Dahme (Storkower Gewässer, en abrégé SkG, comptant 33 km de voie navigable). Ce sont des voies navigables de classe I, dépendant de la  Wasser- und Schifffahrtsamt Berlin. Le barrage de Wendisch Rietz (hauteur de chute: 1,27 m) stabilise la retenue du lac à la cote 38,3 m. Outre les sports nautiques, il y a une navigation de plaisance avec Berlin. Le club nautique SG Scharmützelsee, dans la baie de Dorf Saarow est le plus grand club nautique du Brandebourg.

## Hydronyme et étymologie
Le lac de Scharmützel est semble-t-il mentionné pour la première fois dans les textes en 1316/19, dans une donation citée dans les Regesten der Markgrafen von Brandenburg aus askanischem Hause de Hermann Krabbo (révisé en 1955 par Georg Winter) : on y lit l'expression in stagno Tschermitzel (document n°2737). En 1436, un autre document situe une propriété uff dem czermussel puis en 1556 on trouve la transcription actuelle de Scharmützel.
Le nom du lac remonte à l'époque de la colonisation slave. Pour cette étymologie, le Brandenburgische Namenbuch propose deux explications : ou bien le mot slave désignant la bourdaine ou, ce qui est moins vraisemblable, une allusion métaphorique à sa forme cambrée, corruption du slave occidental koromyslo désignant un « porteur d'eau » : 
- Variante bourdaine : étymon vieux-polabe/vieux-sorabe  C̆remušn-  <* čremucha = bourdaine. Le « l » s'expliquerait par une dissimilation du moyen bas allemand et une assimilation en moyen bas allemand scharmüssel, schermüssel (signifiant « escarmouche »). Le Namenbuch s'appuie en cela sur les analyses de Julius Bilek (1959) et de Gerhard Schlimpert (1972), en précisant que d'après une hypothèse de Henryk Borek (1968), 23 noms sont formés ainsi dans l’aire linguistique léchitique[3].
- Variante cambrure : en 1972, le slaviste Friedhelm Hinze rapprocha ce mot du poméranien du nom de végétal čårmësłë (Pl.) = traverse de bois servant à reporter le poids des paniers ou des seaux sur les épaules. Il s'agirait là d'une variante léchitique du russe koromyslo de même sens. Le mot renvoie à la forme du lac – et l'on retrouve la même racine pour expliquer les toponymes de deux lacs de même morphologie en plan : le Schermützelsee et le Zermützelsee[4]. Le Brandenburgische Namenbuch juge l'argumentation de Hinze peu pertinente, dans la mesure où les trois lacs sont très grands et que la forme d'un joug ne peut se deviner qu'avec une carte géographique moderne ; il est pour cette raison peu vraisemblable que des ruraux aient pu donner ce nom[3].